# Thập niên 800
Thập niên 800 hay thập kỷ 800 chỉ đến những năm từ 800 đến 809.